# Championnat de Tunisie de football 1963-1964
Navigation
Saison précédente Saison suivante
La saison 1963-1964 du championnat de Tunisie de football est la 9e édition de la première division tunisienne à poule unique, la Ligue Professionnelle 1. Les douze meilleurs clubs tunisiens jouent les uns contre les autres à deux reprises durant la saison, à domicile et à l'extérieur. En fin de saison, le dernier du classement est relégué et remplacé par le champion de la Ligue Professionnelle 2 tandis que l'avant-dernier de la LP1 et le deuxième de la LP2 disputent un barrage de promotion-relégation.
C'est le Club africain qui remporte le titre de champion de Tunisie, en terminant en tête du championnat, devançant de deux points l'Espérance sportive de Tunis et de trois points le Club sportif sfaxien. Il s'agit du troisième titre de champion de l'histoire du club, après ceux gagnés en 1947 et 1948, et de son premier titre après l'indépendance. Le tenant du titre, l'Étoile sportive du Sahel, ne finit qu'à la sixième place, à sept points du nouveau champion.

## Clubs participants
- Sfax railway sport - Promu de LP2
- Union sportive monastirienne
- Club africain
- Espérance sportive de Tunis
- Étoile sportive du Sahel
- Club athlétique bizertin - Promu de LP2
- Stade soussien
- Stade tunisien
- Club sportif sfaxien
- En Nadi Ahly Mateur
- Avenir musulman
- Union sportive tunisienne

## Compétition

### Classement
Le barème de points servant à établir le classement se décompose ainsi :
- Victoire : 3 points
- Match nul : 2 points
- Défaite : 1 point

| Rang | Équipe                          | Pts | J  | G  | N | P  | Bp | Bc | Diff |
| ---- | ------------------------------- | --- | -- | -- | - | -- | -- | -- | ---- |
| 1    | Club africain                   | 53  | 22 | 11 | 9 | 2  | 34 | 10 | +24  |
| 2    | Espérance sportive de Tunis (C) | 51  | 22 | 10 | 9 | 3  | 32 | 15 | +17  |
| 3    | Club sportif sfaxien            | 50  | 22 | 10 | 8 | 4  | 38 | 18 | +20  |
| 4    | Stade tunisien                  | 49  | 22 | 10 | 7 | 5  | 21 | 11 | +10  |
| 5    | Sfax railway sport (P)          | 47  | 22 | 8  | 9 | 5  | 25 | 25 | 0    |
| 6    | Étoile sportive du Sahel (T)    | 46  | 22 | 8  | 8 | 6  | 29 | 18 | +11  |
| 7    | Avenir musulman                 | 45  | 22 | 8  | 7 | 7  | 35 | 29 | +6   |
| 8    | Club athlétique bizertin (P)    | 43  | 22 | 7  | 7 | 8  | 25 | 28 | -3   |
| 9    | Union sportive tunisienne       | 39  | 22 | 7  | 3 | 12 | 30 | 38 | -8   |
| 10   | En Nadi Ahly Mateur             | 39  | 22 | 7  | 3 | 12 | 17 | 45 | -28  |
| 11   | Stade soussien                  | 34  | 22 | 2  | 8 | 12 | 12 | 33 | -21  |
| 12   | Union sportive monastirienne    | 32  | 22 | 3  | 4 | 15 | 12 | 40 | -28  |

|  | Champion de Tunisie 1963-1964                                                                |
|  | Participation au barrage de promotion-relégation                                             |
|  | Relégation directe en deuxième division                                                      |
|  | (T) Tenant du titre (C) Vainqueur de la coupe de Tunisie (P) Club promu de deuxième division |

### Matchs
Barrage de promotion-relégation
| Équipe 1             | Résultat | Équipe 2                    | Aller | Retour | Appui |
| -------------------- | -------- | --------------------------- | ----- | ------ | ----- |
| Stade soussien (LP1) | 5 - 1    | Stade sportif sfaxien (LP2) | 1 - 1 | 0 - 0  | 4 - 0 |

Le Stade soussien se maintient en première division.

### Meilleurs buteurs
- 15 buts : Mongi Dalhoum (CSS)
- 11 buts : Mohamed Salah Jedidi (CA)
- 10 buts : Raouf Ben Amor (ESS) et Belgacem Tbargui (ENAM)
- 9 buts : Abdellatif Moraï (UST) et Alaya Sassi (CSS)
- 8 buts : Tahar Gabsi Anniba (ASM), Abdeljabar Machouche (EST) et Rachid Troudi (CA)

### Arbitres
23 arbitres ont dirigé les matchs du championnat. Les plus sollicités sont :
- Mustapha Bellakhouas : 16 matchs
- Bahri Ben Saïd et Hédi Abdelkader : 13 matchs
- Moncef Ben Ali : 12 matchs
- Chedly Toumi et Hédi Zarrouk : 10 matchs
- Mustapha Daoud : 9 matchs

## Bilan de la saison

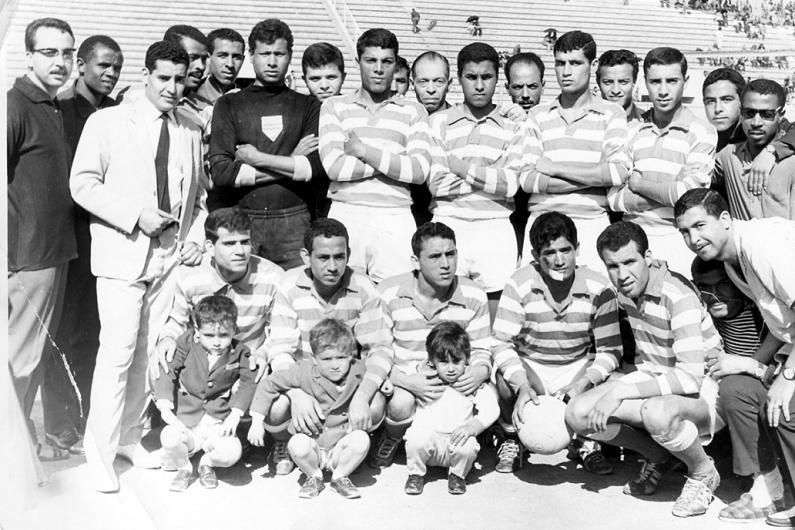
Club africain, champion de la saison 1963-1964.

| Championnat de Tunisie de football 1963-1964 |                              |
| Champion                                     | Club africain (3e titre)     |
| Coupes et trophées                           |                              |
| Vainqueur de la Coupe de Tunisie 1963-1964   | Espérance sportive de Tunis  |
| Promotions et relégations                    |                              |
| Promus en Ligue Professionnelle 1            | Club sportif de Hammam Lif   |
| Relégués en Ligue Professionnelle 2          | Union sportive monastirienne |

## Portrait du club champion
- Président : Salah Aouidj
- Comité directeur : Mondher Ben Ammar, Abdelaziz Lasram et Ahmed Khammar (vice-présidents), Ahmed Zarrouk (secrétaire général), Abdelhamid Kadri et Abdelhamid Mestiri (secrétaires généraux adjoints), Mounir Kebaili (trésorier), Noureddine Annabi, Abderrazak Sayed et Moncef Laajimi (trésoriers adjoints), Farid Mokhtar, Hassoune Ben Ali, Zine El Abidine et Hédi Hamoudia (membres)
- Entraîneur : Fabio Roccheggiani
- Buteurs : Mohamed Salah Jedidi (11 buts), Rachid Troudi (8), Tahar Chaïbi et Béchir Kekli (5), Amor Amri et Larbi Touati (2), Hamadi Dhaou (1)
- Effectif : 21 joueurs
  - Gardien de but : Sadok Sassi (22 matchs)
  - Joueurs de champ : Béchir Kekli alias Gattous et Mahmoud Ben Ammar (22), Mohamed Salah Jedidi, Rachid Troudi, Amor Amri et Hamadi Khouini (20), Tahar Chaïbi (18), Rabah Krimi et Ahmed Bouajila (17), Larbi Touati (13), Hamadi Dhaou (9), Hassen Toumi (8), Taoufik Lakhoua (5), Abderrahmane Rahmouni et Youssef Kaouel (2), Salah Chaoua, Jalloul Chaoua, Mohamed Rojbani, Hechmi Dakhlaoui et Mustapha Torkhani (1)